# Húc (xã)
Húc là một xã thuộc huyện Hướng Hóa, tỉnh Quảng Trị, Việt Nam.
Xã Húc có diện tích 64,73 km², dân số năm 1999 là 2383 người, mật độ dân số đạt 37 người/km².

## Hành chính
Xã Húc được chia thành 8 thôn: Cu Dông, Ho Le, Húc Thượng, Ta Cu, Ta Núc, Ta Ri 2, Ta Rùng, Ván Ri.